# Romain Schneider
Romain Schneider (Wiltz, 15 d'abril de 1962) és un polític luxemburguès, militant del Partit Socialista dels Treballadors (LSAP). Des de les eleccions legislatives de 2004 és membre de la Cambra de Diputats per la circumscripció del Nord.
Fou batlle municipal de Wiltz entre l'1 de gener de 2000 i la tardor de 2009, quan passà a formar part del govern nacional. Abans d'això, fou conseller al consistori de Wiltz entre 1994 i 1999.
Schneider és el president del club de futbol FC Wiltz 71. Fou el secretari general del Partit Socialista dels Treballadors fins al 25 d'octubre de 2004, després que s'unís al partit l'any 1981.